# Stephanie Honoré
Stephanie Honoré Sanchez (Ciudad Juárez, 11 de maio de 1984), é uma atriz e modelo mexicana, radicada estadunidense, conhecida pelos seus papéis em filmes de terror como The Final Destination e Mirrors 2.

## Filmografia
| Ano  | Título                                  | Personagem          |
| ---- | --------------------------------------- | ------------------- |
| 2005 | Vampire Bats                            | Josie               |
| 2007 | The Reaping                             | Secretária          |
| 2007 | The Staircase Murders                   | Martha              |
| 2007 | Pilot                                   | Garçonete           |
| 2007 | Father of Lies                          | Tammy               |
| 2008 | Warbirds                                | Lana                |
| 2008 | Fab Five: The Texas Cheerleader Scandal | Ashley Sanchez      |
| 2008 | College                                 | Amiga de Gina       |
| 2009 | The Final Destination                   | Nadia Monroy        |
| 2009 | Midnight Bayou                          | Maid                |
| 2009 | Bad Lieutenant                          | Niña                |
| 2009 | Welcome to Academia                     | Estudante que chora |
| 2009 | Wolvesbayne                             | Zafira              |
| 2010 | Boggy Creek                             | Brooke Tyler        |
| 2010 | House of Bones                          | Sara Minor          |
| 2010 | The Pool Boys                           | Victoria            |
| 2010 | Meet De Boys On The Battlefront         | Sonia               |
| 2010 | Treme                                   | Sonia               |
| 2010 | Mary, Mary, Quite Contrary              | Gretta Lutvatsky    |
| 2010 | Scoundrels                              | Gretta Lutvatsky    |
| 2010 | Memphis Beat                            | Marissa Grotonville |
| 2010 | Mirrors 2                               | Eleanor             |
| 2010 | Spring Break                            | Hottie              |
| 2010 | Mardi Gras                              | Menina da Rua       |
| 2011 | Blood Out                               | Gloria              |
| 2014 | 13 Sins                                 | Junkie              |
| 2015 | Focus                                   | Janice              |
| 2017 | Party Crasher                           | Daphne              |

## Ligações Externas
- Stephanie Honoré. no IMDb.
- Stephanie Honoré no X